# Tom Harald Hagen
Tom Harald Hagen (født 1. april 1978) er en norsk fodbolddommer. Han har dømt internationalt under det internationale fodboldforbund FIFA siden 2009, hvor han er placeret i den europæiske dommergruppe. Fra 2010 er han placeret kategori 2, der er det tredje højeste niveau for internationale dommere.
Han debuterede i den bedste norske liga, Tippeligaen, i 2006, efter 50 kampe i den næstbedste række, Adeccoligaen.

## Kampe med danske hold
- Den 6. juni 2011: U21 venskabskamp: Danmark U21 – Tyrkiet U21 4-0.[2] [3]